# Mohan Pass
Mohan Pass är ett bergspass i Indien.   Det ligger i distriktet Dehradun och delstaten Uttarakhand, i den norra delen av landet, 190 km norr om huvudstaden New Delhi. Mohan Pass ligger 794 meter över havet.
Terrängen runt Mohan Pass är kuperad åt sydväst, men åt nordost är den platt. Mohan Pass ligger uppe på en höjd. Runt Mohan Pass är det tätbefolkat, med 709 invånare per kvadratkilometer. Närmaste större samhälle är Dehradun, 11,7 km nordost om Mohan Pass. I omgivningarna runt Mohan Pass växer i huvudsak blandskog.